# Enric Llansana
Enric Llansana Beuse (nascut el 12 d'abril de 2001) és un futbolista professional que juga com a migcampista al club Go Ahead Eagles de l'Eredivisie. Nascut a Catalunya, Llansana ha representat els Països Baixos a nivell internacional juvenil.

## Carrera de club
El 22 de juny de 2022, Llansana va signar un contracte de quatre anys amb el Go Ahead Eagles.

## Vida personal
Llansana va néixer a Cambrils de pare català i mare neerlandesa, i es va traslladar als Països Baixos de ben jove.

## Palmarès
Go Ahead Eagles
- Copa KNVB: 2024–25